# اوچ‌قدوق
اوچقودوق (به ازبکی: Учқудуқ) شهری در ولایت نوایی کشور ازبکستان است که در سرشماری سال ۲۰۱۰ میلادی، ۳۵٬۴۲۳ نفر جمعیت داشته است.